# 刘济舟
刘济舟（1926年7月22日—2011年8月25日），河北滦县人，中国土木和水运工程专家。1947年毕业于天津工商学院。1995年当选为中国工程院院士。